# كلوديا ماريا كورنوال
كلوديا ماريا كورنوال هي صحفية وكاتِبة كندية، ولدت في 1948 في شانغهاي في الصين.